# Елен Арвелер
Елен Гликаци-Арвелер (на френски: Hélène Glykatzi Ahrweiler, произнасяно [aʁvɛlɛʁ]), родена като Елени Гликаци (на гръцки: Ελένη Γλύκατζη-Αρβελέρ), е известна френска и гръцка историчка-византоложка, професор и ректор на университетите (Париж-І и Европейския университет в Париж).
Тя е чуждестранен член на БАН, член на Британската академия, посланик на добра воля на УНИЦЕФ за Гърция. През 2008 г. в предаването „Великите гърци“ е избрана сред 100-те най-велики гърци на всички времена.

## Биография
Родена е на 29 август 1926 г. в семейство на бежанци от Мала Азия. Завършва гимназия в Атина и „История и археология“ във Философския факултет на Атинския университет. Започва работа в Центъра за изследване на Мала Азия, а през 1953 г. се премества в Париж, където продължава образованието си в École pratique des hautes études. Там защитава дисертация по история и класика. През 1955 г. започва работа като изследовател към Френския национален център за научни изследвания.
На 7 ноември 1958 г. се омъжва за офицера от френската армия Жак Арвелер и добавя фамилното му име. През 1960 г. завършва докторската си степен в Сорбоната. От 1964 г. е директор на френския център, в който работи, а през 1966 г. защитава втора докторска степен по филология. От 1967 г. е професор във Факултета по изкуствата на Сорбоната.
Тя е първи заместник-ректор (1970-1973) и ректор (1976-1981) на Университета Париж I. Така става първата жена, която застава на този пост през 700-годишната история на Сорбоната, както и първата ректорка на университет.
През 1982 г. френският президент Франсоа Митеран я назначава за ректор на академията в Париж (т.е. ръководител на Съвета по образованието на Париж) и канцлер на университетите в Париж (подобна длъжност за висшето образование). Тя остава на този пост до 1989 г.
От февруари 1989 до август 1991 г. тя е председател на Националния център за изкуство и култура „Жорж Помпиду“. Заема и други високи длъжности: ректор на Европейския университет в Париж, председател на комитета по етиката на Националния център за научни изследвания на Франция, председател на Европейския културен център в Делфи, Гърция и почетен председател на Международната асоциация за византийски изследвания и пр.
Френският президент Жак Ширак награждава с Медала на честта (сред най-висшите отличия на Франция), почитайки нейната научна работа и управление на френски университети, както и на Културния център „Жорж Помпиду“ в Париж. През нейната академична кариера тя става и почетен доктор на Аристотеловия университет в Солун (2007) и Американския университет в Париж, Университета на Ню Брънсуик, както и на други университети по света – в Лондон, Белград, Ню Йорк, Лима, Харвард, Хайфа.

## Отличия
Арвелер е член, член-кореспондент на научни академии: Британска академия, Атинска академия, Берлин-Бранденбургска академия на науките, чуждестранен член на Българска академия на науките (1989), асоцииран член на Кралската академия на Белгия.
Наградена е с Олимпийския орден през 1984 г. Носителка е на медали от френското правителство:
- Орден на почетния легион (командор)
- Национален орден за заслуги (голям кръст)
- Орден „Академични палми“ (командор)
- Орден „Изкуство и литература“ (командор)

Сред другите ѝ отличия са: Орден на почетния легион на Гърция (командор), Граждански медал на Франция, Почетен медал на Полската академия на науките и пр.

## Публикации
- Byzance et la mer, 1966
- Études sur les structures administratives et sociales de Byzance, 1971
- L'Idéologie politique de l'empire byzantin, 1975
- Byzance: les pays et les territoires, 1976
- The Making of Europe, 1999
- Les Européens, 2000
- Le Roman d'Athènes, 2004

## Цитат
| „ | Бъдещето на Европа е бъдещето на нашите деца. Каквото инвестираме днес в образование, ще се върне утре под формата на мир и растеж. Кризата не трябва да задълбочава неравенството, не трябва да строи основи за бъдещи конфликти. Нека всички се борят за това образованието да стане първи приоритет. Гражданите трябва да прилагат натиск върху политиците. Горещо подкрепям гражданската инициатива за изключването на парите за образование от изчисляването на дефицита. Това е важно, доколкото осигурява виждане, което надминава кризата. Това дава надежда, дава пример за гражданска мобилизация за по-добро бъдеще за Гърция и Европа. | “ |